# Kristdala socken
Kristdala socken i Småland ingick i Tunaläns härad, uppgick 1967 i Oskarshamns stad och området ingår sedan 1974 i Oskarshamns kommun i Kalmar län och motsvarar från 2016 Kristdala distrikt.
Socknens areal är 238,10 kvadratkilometer, varav land 221. År 2000 fanns här 1 857 invånare. Tätorten Kristdala med sockenkyrkan Kristdala kyrka ligger i socknen. 

## Administrativ historik
Kristdala socken har medeltida ursprung.
Socknen var tidigare i judiciellt och administrativt hänseende delad, så att den sydvästra delen, den s.k. Kristdala skate med byarna Applekulla, Bjälebo, Bråbo, Bråhult, Brånäs, Fallebo, Gullhanetorp, Krokshult, Saxtorp, Träthult och Östantorp till Aspelands härad. Den övriga delen med byarna Bankhult, Bergebo, Boarum, Dabbekulla, Hundekulla, Hägerum, Höckhult, Kalerum, Klockargården, Libbekulla, Lönhult, Malghult, Mellingerum, Möllekulla, Risinge, Röstorp, Sjökrok, Skinshult, Systertorp, Äspenäs och Ävernäs, tillhörde Sevede härad. I samband med att Tunaläns härad bildades 1544/45, överfördes delen i Sevede härad till det nybildade häradet. Åskögle by överflyttdes från Mörlunda socken till Kristdala 1884.
Vid kommunreformen 1862 övergick socknens ansvar för de kyrkliga frågorna till Kristdala församling och för de borgerliga frågorna till Kristdala landskommun. Landskommunen uppgick 1967 i Oskarshamns stad som sedan 1971 uppgick i Oskarshamns kommun. Församlingen uppgick 2010 i Döderhults församling.
1 januari 2016 inrättades distriktet Kristdala, med samma omfattning som församlingen hade 1999/2000.
Socknen har tillhört samma fögderier och domsagor som Tunaläns härad. De indelta soldaterna tillhörde Smålands husarregemente, Staby skvadron, Överstelöjtnantens kompani och Kalmar regemente, Sevedes kompani samt en indelt båtsman tillhörde Tjusts båtsmanskompani.

## Geografi
Kristdala socken ligger nordväst om Oskarshamn kring Hummeln. Socknen har småkuperad skogsbygd, rik på mossar och småsjöar i vilken man återfinner spridd bybebyggelse. Odlingslandskapet är ofta ålderdomligt och småskaligt, exempelvis i Krokshult samt i Bråbygden. År 1930 hade socknen 2335 hektar åker och 18069 hektar skogs- och hagmark. Vid Kristdala kyrkby fanns vid den här tiden motorfabriker. Som egendom angavs (1930) Hägerum.
Inga större länsvägar eller riksvägar går genom församlingen, som dock i övrigt har ett nät av mindre länsvägar och enskilda vägar.
I socknens norra del ligger Ishult samt Issjön (47 m ö.h.). På sjöns södra strand ligger före detta Ishults tingshus, där häradsrätten tidigare hade en del av sina sammanträden. Centralorten Kristdala ligger centralt i församlingen. Sydost om Kristdala ligger sjön Hummeln (55 m ö.h.). I nordväst, norr om Illern, ligger byn Åskögle. I söder ligger bl.a. byarna Stora och Lilla Bråbo samt Applekulla. Andra betydande insjöar är Storyttern som delas med Misterhults socken, Skälsjön, Tvingen, Näjern som delas med Vena socken i Hultsfreds kommun, en annan Näjern och Hägern.
En sätesgård var Hägerums säteri. 1972 överfördes Hökfors herrgård från Tuna socken.
Gästgiverier har funnits i Bankhult och Krokshult.

### Avgränsningar
I väster avgränsas Kristdala socken av Målilla med Gårdveda samt Mörlunda socken i Hultsfreds kommun. Här ligger bl.a. sjön Illern (115 m ö.h.) som delas med Mörlunda socken i Hultsfreds kommun. I söder avgränsas församlingen av Döderhults socken. Här ligger bland annat sjön Stor-Brå (65 m ö.h.) som delas med Döderhults socken. I öster ligger Misterhults socken. Längst i norr gränsar församlingen på en sträcka av ca 4 km till Hjorteds socken i Västerviks kommun. Här ligger Slissjön (35 m ö.h.). I nordväst ligger Tuna socken i Vimmerby kommun samt även Vena socken i Hultsfreds kommun.

## Fornlämningar
Kända från socknen är flertal gravrösen och stensättningar från bronsåldern samt gravplatser från järnåldern.

## Befolkningsutveckling
Befolkningen ökade från 2 267 1810 till 4 032 1860 varefter den med någon variation minskade stadigt till 2 011 1990.

## Namnet
Namnet (1353 Kristdal) kommer från kyrkbyn. Förleden är Krist, Kristus. Efterleden dal har oklar betydelse/syfting.

### Fotnoter
1. 1 2  Svensk Uppslagsbok andra upplagan 1947–1955: Kristdala socken
2. 1 2  Harlén, Hans; Harlén Eivy (2003). Sverige från A till Ö: geografisk-historisk uppslagsbok. Stockholm: Kommentus. Libris 9337075. ISBN 91-7345-139-8
3. ↑  Det medeltida Sverige 4:4 Aspeland Sevede Tuna län
4. ↑  ”Församlingar”. Statistiska centralbyrån. https://www.scb.se/hitta-statistik/regional-statistik-och-kartor/regionala-indelningar/forsamlingar/. Läst 30 december 2022.
5. ↑  Administrativ historik för Kristdala socken (Klicka på församlingsposten). Källa: Nationella arkivdatabasen, Riksarkivet.
6. ↑  Om Tjusts båtsmanskompani
7. 1 2  Sjögren, Otto (1931). Sverige geografisk beskrivning del 2 Östergötlands, Jönköpings, Kronobergs, Kalmar och Gotlands län. Stockholm: Wahlström & Widstrand. Libris 9939
8. 1 2  Nationalencyklopedin
9. ↑  Nordisk familjebok, upplaga 3, band 12, 1930
10. ↑  Hägerum i Carl Martin Rosenberg: Geografiskt-statistiskt handlexikon öfver Sverige, Stockholm 1882-1883
11. ↑  Hägerum i Historiskt-geografiskt och statistiskt lexikon öfver Sverige i 7 band, Stockholm 1856-1870
12. ↑  Hökefors i Historiskt-geografiskt och statistiskt lexikon öfver Sverige i 7 band, Stockholm 1856-1870
13. ↑  Bankhult i Carl Martin Rosenberg: Geografiskt-statistiskt handlexikon öfver Sverige, Stockholm 1882-1883
14. 1 2  Kristdala i Carl Martin Rosenberg: Geografiskt-statistiskt handlexikon öfver Sverige, Stockholm 1882-1883
15. ↑  Krokshult i Carl Martin Rosenberg: Geografiskt-statistiskt handlexikon öfver Sverige, Stockholm 1882-1883
16. ↑  Fornlämningar, Statens historiska museum: Kristdala socken
17. ↑  Fornminnesregistret, Riksantikvarieämbetet: Kristdala socken Fornminnen i socknen erhålls på kartan genom att skriva in sockennamn (utan "socken") i "Ange geografiskt område"
18. ↑  Folkmängd 1810-1890 Kristdala i Kalmar län, Demografiska databasen, Umeå universitet (läst 6 augusti 2016)
19. ↑  Mats Wahlberg, red (2003). Svenskt ortnamnslexikon. Uppsala: Institutet för språk och folkminnen. Libris 8998039. ISBN 91-7229-020-X. https://isof.diva-portal.org/smash/get/diva2:1175717/FULLTEXT02.pdf